# AK–47
Az AK–47, hivatalosan Avtomat Kalasnyikova (oroszul: Автомат Калашникова образца 1947 года, magyarosan Avtomat Kalasnyikova obrazca 1947 goda, tőfordításban Automata Kalasnyikov, köznevén „a Kalasnyikov” vagy AK) egy gázüzemű,  7,62 × 39 mm kaliberű gépkarabély, melyet Mihail Tyimofejevics Kalasnyikov kézifegyver-tervező tervezett, ezért gyakran Kalasnyikov-gépkarabélynak is nevezik. Ez a Kalasnyikov (vagy AK) gépkarabélycsalád első darabja. Az AK-47-est és változatait a mai napig számos országban gyártják és alkalmazzák. Ez minden idők legsikeresebb gépkarabélytípusa.
A 47-es szám a fegyver tervezésének befejezési évére utal. A tervezés 1945-ben kezdődött el, két évvel később hivatalos hadseregi tesztekre mutatták be, 1947-ben.

## Története
Tervezője Mihail Tyimofejevics Kalasnyikov, akit a második világháborús német StG44 karabély külseje ihletett meg. A fegyvert 1949-ben állították rendszerbe a szovjet fegyveres erőknél. Számtalan fegyveres konfliktusban alkalmazták, ill. alkalmazzák ma is, a világon a legnagyobb számban elterjedt gépkarabély. Vietnám dzsungeleiben például a Vietkong használta az amerikai inváziós erők gyalogsága ellen.

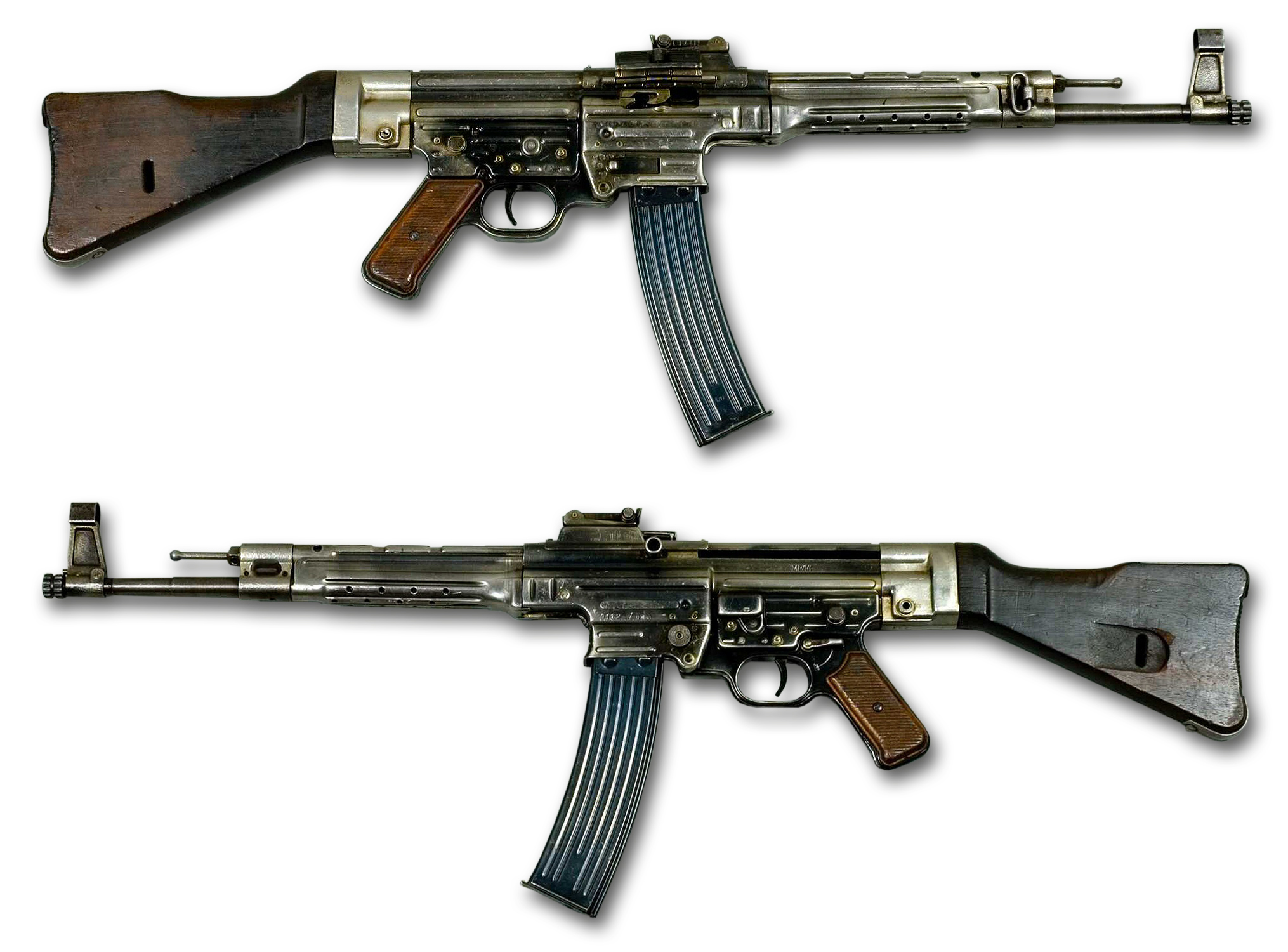
A Sturmgewehr 44

A fegyver kifejlesztése azon a megfigyelésen alapult, hogy a géppisztolyok hatásos lőtávolsága 100-200 m körül alakult, a puskák pedig akár 1000 m felett is hatásosak voltak, ugyanakkor a tipikus távolság amelyről a katonák egymásra lőttek, 300-400 m, amihez a puskák lőtávolsága feleslegesen nagy, a géppisztolyoké sokszor nem elég.
A szovjet katonák 1942 folyamán találkoztak először a német MKb.42(H) rohampuskával, majd 1943-ban tanulmányozták azt, illetve az amerikai M1 Garand-ot is és a tanulságok alapján kifejlesztették saját köztes lőszerüket, valamint pályázatot írtak ki egy gépkarabély kifejlesztésére. A pályázat első körét az Alekszej Szudajev ASZ–44 jelű fegyvere nyerte, azonban a tervező halála, illetve a fegyver nagy tömege (5 kg üresen) miatt a második körben Mihail Tyimofejevics Kalasnyikov tervét fogadták el.
A fegyver előképe a német StG44 gépkarabély, azonban a külalakban, illetve arányokban felfedezhető hasonlóság ellenére a két fegyver működése eltér, mivel az AK–47 szerkezete jelentősen egyszerűbb, ami könnyebb gyárthatóságot és nagyobb megbízhatóságot eredményez. A fejlesztési folyamat végén valószínűleg Hugo Schmeisser, az StG44 fejlesztője is közreműködött, érdemben azonban az AKM verzió kialakításában vette ki a részét.
Laza illesztései, egyszerű szerkezete miatt a fegyver kevés karbantartást igényel, szennyeződés esetén sem hajlamos az elakadásra, ellentétben közvetlen riválisával, az amerikai M16-tal, így jobban megfelelt a mostoha körülmények közötti harcnak. Másik előnye volt a lövedékek nagy átütőereje (megfelelő távolságból 10 cm vastag betonfalat is átüthetnek). Bár amerikai vetélytársa pontosabb volt, ezt az előnyét azonban a katonák nem tudták érvényesíteni, mivel a harcokra gyakran közvetlen közelről került sor, ráadásul az AK–47-es masszív szerkezete sokkal alkalmasabb volt kézitusára. Erre az amerikaiak is hamar rájöttek, így sokan lecserélték a kincstári M16-ost a sokkal megbízhatóbb AK-ra, ami tragédiákat is okozott, hiszen a tengerészgyalogosok sokszor a Kalasnyikov jellegzetes „ugató” hangja alapján nyitottak tüzet az ellenségesnek vélt állásokra, így gyakran saját társaikat ölték meg.

## A fegyver műszaki jellemzői
Az AK–47 tömege tár nélkül 3,6 kg, töltött tárral 4,1 kg. Az íves szekrénytár befogadóképessége 30 db 7,62 × 39 mm-es karabélylőszer. A karabélylőszer (ún. köztes lőszer) a pisztolyok és a puskák lőszereinek előnyeit egyesíti. Hatásos lőtávolsága 800 m, de ha 1500 m-en véletlenül eltaláljuk a célszemélyt, még mindig halálos lehet. A lövedék kezdősebessége 715 m/s. Elméleti tűzgyorsasága 600 lövés/perc. Az AK–47 több korábbi fegyvernél használt technikát ötvöz. Gázelvételi rendszere és a gázdugattyú kialakítása a Sturmgewehr 44-től (más típusjelzéssel MP44) származik, ami szintén gázüzemű újratöltést használt. Zárszerkezetéhez az M1 Garand, az elsütőszerkezethez (tűzbiztosító, kakaskésleltető) a John Browning tervezte Remington Model 8 karabély szolgált alapul. A fegyver külsőleg a Sturmgewehr 44-re hasonlít (annak zárszerkezete azonban más, billenő retesztestes, ami az FN FAL-ban köszön vissza). Kalasnyikov érdeme az egyszerű szerkezeti kialakítás és az olcsó tömeggyártás igényeinek megfelelő gyártástechnológia (erre a tulajdonságára pedig Szudajev PPSZ–43 géppisztolyánál alkalmazott gyártási eljárások – például sajtolt lemezszerkezet alkalmazása – voltak jelentős hatással).
A fegyver gyártásának közel 65 éve után az a döntés született, hogy pontatlansága és kis hatásos lőtávolsága miatt az AK–47 kifutó változat lesz, a további gyártása a 2011. év végével befejeződik. A hátralévő időben a gyártó izsevszki IZSMAS a fegyvert különböző modernebb célzóeszközökkel felszerelve gyártja.

## Használata az 1954-ben kiadott magyar nyelvű utasítás szerint

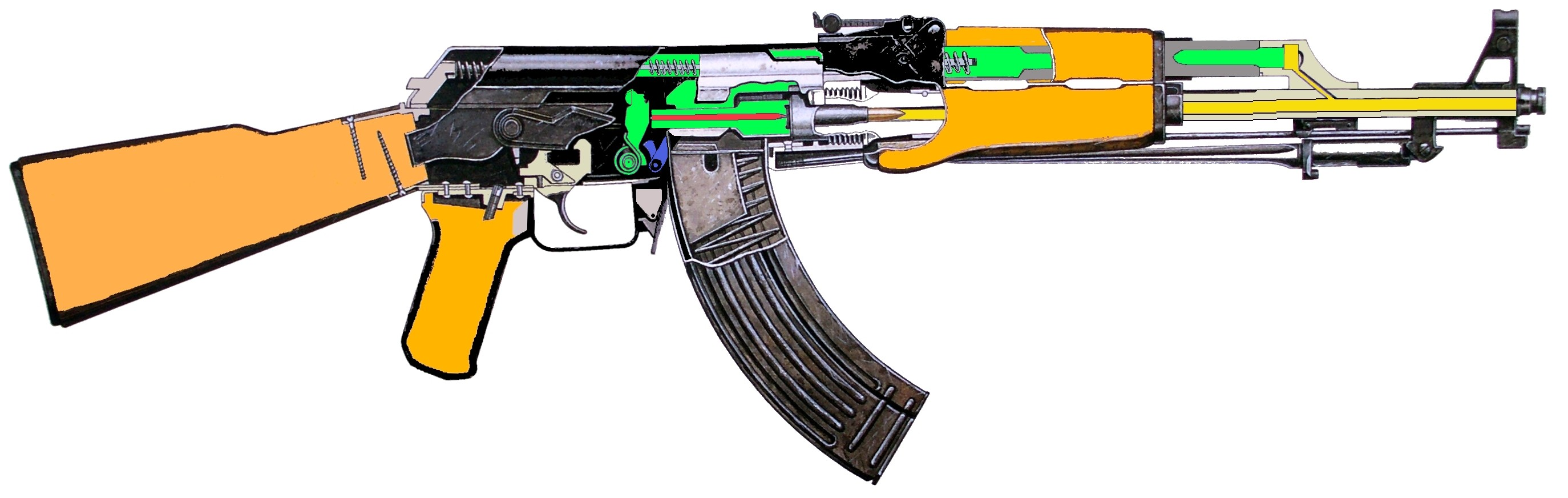
A fegyver működését magyarázó metszeti ábra (Kínai type 56 variáns)

A fegyver az ellenség élőerejének kis távolságon belül történő leküzdésére szolgál. 500 méteren belül egyes és sorozatlövéssel egyaránt alkalmas a kiválasztott célok leküzdésére, azonban a fegyver tüze 300 méteren belül a leghatásosabb. Alkalmas egyes és sorozatlövések leadására egyaránt, az elsődleges tüzelési mód a sorozatlövés.
Egyes lövésekkel 400 méter a hatásos lőtávolság, a lövedék azonban 1500 méter után veszíti el az ölőképességét.

### A fegyver részei
– Cső a tokkal, az alsó ággyal, az irányzó szerkezettel, az elsütőszerkezettel, válltámasszal és a markolattal. 

- Tisztítóvessző 

- Tokfedél 

- Zárkeret a gázdugattyúval 

- Helyretoló szerkezet 

- Gázdugattyú vezető 

- Tár 

- Kompenzátor

### A rendszeresített tölténytípusok
A fegyverből 7,62 mm-es 1943M lövedéket lehet kilőni. A rendeltetésüknek megfelelően a lőszerek különböznek, a lövedék tömege és kezdősebessége úgy van meghatározva, hogy minden lövedékkel azonos irányzékállással lehessen tüzelni.

#### Éles lőszer
- Acélmagvas lövedék
- Fényjelző lövedék
- Páncéltörő gyújtólövedék
- Fényjelző gyújtólövedék

#### Kisegítő töltények
- Gyakorlólőszer
- Vaklőszer

### Részleges szétszerelése
A fegyver javítás, ellenőrzés, olajozás végetti szétszerelését asztalon, padon, vagy tiszta alátéten kell végezni. A fegyver szét- és összeszerelésekor csak hibátlan állapotú alkatrészeket szabad használni. A szét- és összeszerelést mindig tiszt felügyeletével kell végezni.
- A fegyvert az ágyazásánál fogva, jobb kézzel ki kell venni a tárat
- A tűzváltókart a jobb kéz hüvelykujjával fordítsuk ütközésig lefelé
- A zárszerkezet hátrahúzása után győződjünk meg, nincs-e lőszer a töltényűrben
- A tusaüregből ki kell venni a tartozékokat
- A fegyvert tusával lefelé tartva ki lehet venni a tisztítóvesszőt
- A tokfedél levétele
- A helyretoló-szerkezet eltávolítása
- A zárkeret és a zár kivétele
- A zár kivétele a zárkeretből
- A gázdugattyú leszerelése a felsőággyal

### A fegyver elvárt pontossága
A belövés során 100 méterről feltámasztott fegyverből leadott négy lövésből háromnak egy 10 cm átmérőjű körön belül kell lennie.

## Típusváltozatok
- AK–47 1-es típus (1949–1951)
- AK–47 2-es típus (1952–)
- AK–47SZ behajtható fém válltámasszal
- AKSZ–47
- AKM
- AKMSZ
- AK–63
- AK–74
- AKSZ–74
- AKSZ–74U
- AK–101
- AK–102
- AK–103
- AK–104
- AK–105
- AK–107/AK–108
- Tactical AK–47

Az Amerikai Egyesült Államokban kiadott kezelési utasítás a különböző országokban készült változatok megkülönböztetésére a tűznemváltókar környékén található feliratokat használja.

## Az AK-n alapuló egyéb fegyverek
A Kalasnyikov egyszerű és megbízható konstrukcióját sok más fegyveren is felhasználták, nem csak a Szovjetunióban és a Varsói Szerződés országaiban, hanem egyéb államokban is (például Izraelben, egyes afrikai országokban).
A Szovjetunióban/Oroszországban készült fegyverek:
- Az RPK és az RPK–74 golyószóró hosszabb és nehezebb csövet kapott. A lőszerellátást 70 db lőszert befogadó csigatár biztosítja, de használható hozzá az AK bármely tára.
- A SZVD és SZVDSZ (Dragunov) mesterlövész puska szerkezete az AK-hoz hasonló, gázdugattyús, forgózáras rendszerű, viszont csak egyes lövések leadására alkalmas.
- A Szajga[5] vadászpuska (karabély) szerkezete kb. 90%-ban megegyezik az AK-val. A változattól függően többféle – többek között 7,62 × 39 mm-es, valamint 5,56 × 45 mm-es – lőszer tüzelésére alkalmas Szajga az izsevszki IZSMAS-ban, az egyik legelső AK–47-est gyártó üzemben készül.

Külföldi másolatok:
- Type 56 – Kínában gyártott másolat
- Type 58 – Észak-Koreában gyártott másolat
- Tabuk – Irakban készült másolat
- M–70B1 – Jugoszláviában gyártott másolat

Az AK működési elvén alapuló külföldi fegyverek:
- Galil – izraeli gépkarabély
- Valmet RK 62 – finn gépkarabély
- Valmet M–82 – finn gépkarabély
- Typ 86s – kínai gépkarabély
- Vepr – Ukrajnában az AK-74-ből kifejlesztett bullpup rendszerű gépkarabély
- Zastava M76 – jugoszláv változat
- Mini-Dragunov – román mesterlövészpuska/gépkarabély
- PKM-DGN-60 – lengyel gépkarabély
- Interarms – az Egyesült Államok "Eszkimó felderítőinek" szánt gépkarabély

Magyarországon gyártott változatok:
- AKM–63 – javított AKM-verzió
- AMD–65 – deszantos gépkarabély
- AMP–69 – puskagránát kilövésére is alkalmas verzió
- AMMSz – univerzális szabványfegyver az AMD-65 nyomán, de hosszabb csővel, módosított csőszájfékkel, elülső pisztolymarkolat fa csőköpeny-markolatra cserélve, alulra behajtható válltámasszal
- NGV-5.56 mm-es gépkarabély, a 0 szériánál elakadt
- NGM-5.56 mm-es gépkarabély, a 0 szériánál elakadt

## AK-47-es a heraldikában

Mozambik címere

Kelet-Timor címere

A Kalasnyikov-gépkarabély elterjedtsége – "népszerűsége" – több, a hidegháború alatt, és az után függetlenségét elnyerő államot, illetve felszabadításért küzdő szervezetet indított arra, hogy újonnan megalkotott címerében, zászlajában elhelyezze a fegyvert. Elsőként Mozambik címerében jelent meg 1975-ben, majd Zimbabwe tette jelképeinek egyikévé 1981-ben. Ezekben az országokban az AK–47-es ma is a címer része, nem úgy mint Burkina Fasóban, ahol az 1983-ban megalkotott címernek még része volt, 1997-ben azonban visszatértek a hagyományos lándzsához. Legutóbb – 2007-ben – Kelet-Timorban alkottak olyan címert, melyben szerepel a fegyver.
Az AK–47-es gépkarabély szerepel továbbá a Hezbollah és az Iráni Forradalmi Gárda címerében is. Az AK-47-es gépkarabély emellett szinte mindegyik lövöldözős játékban megtalálható pl: Fortnite, CSGO, PUBG, Free Fire. 